# Volkshandgranate 45
Volkshandgranate 45 – niemiecki granat ręczny z okresu II wojny światowej.
Pod koniec wojny ze względu na braki w zaopatrzeniu w stal potrzebną do produkcji obudowy, skonstruowano granaty z betonu z zatopionymi w nim skrawkami metalu. Ponieważ beton okazał się zbyt kruchy, opracowano nowe rozwiązanie: Volkshandgranate 45 (granat ludowy wzór 45). Granat ten był zbudowany z tekturowej tuby zawierającej: 70 g betonu, 75 g żwiru, 350 g skrawków metalu i – ze względu na trudności zaopatrzeniowe – tylko 36 g materiału wybuchowego. Tuba tekturowa była przykryta metalowym denkiem, w które wkręcano zapalnik Brennzünder 24 od granatu trzonkowego Stielhandgranate 24.